# 桝本うめ子
桝本 うめ子（ますもと うめこ、漢字表記:桝本 楳子、1892年〈明治25年〉1月25日 - 1992年〈平成4年〉4月28日）は、日本の書道教師。日本テレビが4度にわたってドキュメンタリー番組で取り上げ大きな反響を呼んだ。

## 生涯

### 誕生
1892年（明治25年）1月25日、清水家の長女として神奈川県横浜市で生まれた。清水家は清水洋行という貿易商を営んでおり複数の別荘を所有するなどの良家であった。母親と母方の祖母はクリスチャンであったためうめ子は生まれて間もなく横浜指路教会で幼児洗礼を受けている。母方の祖母は西欧風のユーモアのある人物であった。それに対し父方の祖母は熱心な日蓮宗の信者で純日本風な人物であり、うめ子に茶道や日本舞踊、書道を教えている。うめ子の純日本的な厳格さと西欧的な明るさはこの二人の祖母の影響を受けたと考えられている。

### フェリス女学院時代と結婚
1904年、うめ子はフェリス女学院に入学した。本科4年のとき、親の意向で桝本重一とお見合いすることになった。うめ子は将来英語を使った職業に就きたかったため女学院を卒業したかったが親には逆らえず泣く泣く女学院を中退し結婚した。
結婚相手の桝本重一は、神戸の江戸幸という料亭の末っ子で学業優秀で神童と呼ばれた青年であり、海軍大学卒業後は海軍および三菱造船で魚雷などの研究を行っている人物であった。
重一がアメリカに留学することになるとうめ子も少し遅れて船でアメリカ大陸へ向かった。しかし上陸直前で船内でチフスが発生し日本へ引き返すこととなった。重一は1年ほど海外に滞在したのち帰国した。
1912年に長男の誠一、1913年に長女の道子、1914年に次男の忠雄、1916年に次女の孝子が誕生した。長女道子は腸の病気で2歳で亡くなっている。

### 内村鑑三との出会い
魚雷研究に没頭する夫を支えながら子育てをしていたころ、古本屋で内村鑑三の「所感十年」を読み大きな感銘を受ける。翌日には「内村鑑三全集」を購入してしまうほどであった。また夫の重一も内村鑑三に共鳴しており、うめ子が内村の著書を読んでいるのを見て驚いたという。
1914年に第一次世界大戦が勃発。日本は大型魚雷の開発に取り掛かり三菱の長崎造船所が長崎兵器製作所茂里工場を建設、魚雷の生産を始めた。重一は、三菱造船の技師となって魚雷の設計や開発指導に当たった。はじめのうちは東京と長崎を往復していたが、やがてうめ子たちと長崎へ移住した。その後重一は東京に転勤、うめ子たちは夫の実家がある神戸へ移った。
1926年、三菱造船の参事になっていた重一は一等巡洋艦青葉の進水式で高松宮に魚雷について説明するため長崎へ向かう途中、山陽本線特急列車脱線事故に遭い死去した。桝本重一の死去を「国宝的人物の死」と報道する新聞もあった。
当時うめ子らは東京府東京市牛込区（現・東京都新宿区）に居住していた。東京の自宅では日蓮宗の葬儀が用意されていたが、キリスト教を信仰していたうめ子はそれを断ってキリスト教の葬儀を行うことにした。この話を人づてに聞いた内村鑑三が強く心を動かされ自ら葬儀の司式を買って出た。
葬儀の縁で内村鑑三の聖書研究会に出席することになり、それから3年間内村の師事を受けた。聖書研究会の場にはのちに独立学園の設立に関わる鈴木弼美や政池仁らがいた。鈴木弼美は内村鑑三の推薦で誠一と忠雄の家庭教師となったこともある。
1930年に内村鑑三が死去すると内村の弟子の石原兵永の集会に参加した。そこでのちに忠雄と結婚する芦屋華子に出会っている。

### 戦時中の桝本家
1937年に日中戦争が勃発した。忠雄は慶應義塾大学卒業後、三菱石油に入社したが砲兵隊に配属されて中国へ送られた。誠一もまた徴兵され八丈島の守備についた。この戦時中に3人の子供が結婚しており、1937年に孝子が結婚、1943年に誠一が稲見芳子と結婚、同年に忠雄が芦屋華子と結婚した。
1945年に太平洋戦争が終戦。当時うめ子は京都の八木に疎開していた。誠一の妻・芳子とも同じ家で暮らしていたが、うめ子の過干渉が原因で芳子はうめ子との同居を拒絶し、敗戦から1年後には誠一と共に東京へ出て行ってしまった。うめ子はこの芳子との確執が深い傷となって最後まで心に残っていたという。

### 基督教独立学園へ
農業に強い関心があった忠雄は八木へ復員したあと妻の華子と共に茨城県新治郡藤沢村（現・土浦市）の開拓地に入り掘っ立て小屋を建てた。誠一が手紙でうめ子と芳子の不和を知らせると忠雄はうめ子を開拓地へ呼ぶことにした。華子は良家の生まれであるうめ子と掘っ立て小屋で一緒に暮らせるか不安であったという。1946年にうめ子は開拓地へ入り畑の草取りなど開拓作業を手伝って暮らした。
1950年8月、桜川の氾濫で農地が水没し農業ができなくなった。そこへ山形県西置賜郡小国町に基督教独立学園を設立した鈴木弼美が訪れ、忠雄に独立学園の教頭になってほしいと打診した。うめ子と忠雄は賛成したが華子は10月に出産したことや水害の跡片付けの疲れから反対を表明した。政池仁からの「忠雄君には神の声が聞こえるのです。あなたはすべてを捨てて夫に従いなさい」という助言で華子も独立学園へ向かうことになった。
1951年にうめ子と忠雄一家は独立学園に移住した。はじめて独立学園を見たうめ子はそのみずぼらしい二階建ての建物が校舎だと聞いて驚いた。学園に入ってしばらくしたころ、鈴木弼美から手紙の字が綺麗だから書道の教師をしてほしいと依頼された。うめ子は最初こそ断ったものの鈴木自らが書道を教えていることを知って教師になることを決めた。
1960年、火災により校舎が焼け落ち桝本家は義援金によって建てられた男子望寮の一室に移った。うめ子はこの部屋に30年以上住むこととなった。
1980年、ガンにより忠雄が死去。
1992年4月28日、小国町の町立病院で死去。

## 教師生活
書道の授業ではうめ子は教壇には立たずに生徒一人一人の席へ行き指導するというやり方をとっていた。
自部屋には定期的に生徒が訪れ相談事に乗るなど生徒からは慕われていた。いつからかうめ子を迎えに行く係ができるようになり生徒と共に教室へ向かうようになった。誕生日には生徒によって誕生会が開かれた。

## 受賞
- 日本教育新聞社　第四回日本教育賞・書道教育特別賞[13]

## 著書
- 書集『主よおはなしください』[13]
- 書集『空の鳥を見よ』[13]

## 評価
有賀亮は「桝本の教育の神髄は生徒一人一人の個性を伸ばすこと、学習者自身の自主性や学習意欲を尊重するということであった。」とし、彼女と生徒の間には絶大な信頼関係が築かれておりこの信頼関係こそが教育にとって最も大事なものだと述べている。
1988年から1995年まで独立学園の校長を務めた武祐一郎は、長男の妻・芳子との確執からか罪の自覚が非常に強い人であった、彼女は多数の生徒から従われたが聖女ではなく、キリストによって許された罪人の一人であったとしている。
10年間にわたってうめ子を取材した佐々木征夫は、自らの人生観や価値観に最も大きな影響を受けた人物であり、その魅力は「謙虚さの美学」である、心の底から謙虚であり続けた人間の美しさを生涯持ち続けられていたとしている。

## ドキュメンタリー番組
日本テレビは10年間にわたってうめ子の取材を続け1984年に「雪の中の家族」、1987年に「一日一生 九十五歳の人間教育」、1990年に「自分を愛するように 九八歳の夢」、1992年に『うめ子先生 100歳の高校教師』を放映した。特に『うめ子先生 100歳の高校教師』は土曜日の14時半という時間帯から視聴率1,2%ほどしか取れないという予想に反して9.9%の視聴率を記録した。その反響からゴールデンタイムの全国ネットで再放送するという前代未聞の事態となった。

### 受賞

#### 『うめ子先生 100歳の高校教師』
- 文化庁 芸術作品賞（1993年）[22]
- ゴールデンゲートアワード賞[13]